# Nina e o Mistério da Oitava Nota
Nina e il mistero dell'Ottava Nota (Nina e o Mistério da Oitava Nota no Brasil) é o segundo livro da série infanto-juvenil italiana A Menina da Sexta da Lua escrita por Moony Witcher.
O segundo livro relata a segunda grande aventura de Nina e seus amigos vivida no Antigo Egito, simbolizando o resgate do segundo Arcano.

## Enredo
No segundo livro da série Nina De Nobili e seus amigos (Dodô, Franceso, Roxy e Flor) descobrem que Karkon se salvou do afogamento milagrosamente, pelo que precisam de continuar alerta. Dodo é atacado pelos andróides do mago mau, que lhe rapam a cabeça, e ele não vai poder ir em busca do segundo arcano, no egito. Um pouco antes, os pais da Nina vão visitá-la e a mãe dá-lhe um cubinho que, quando atirado ao ar, dá Musica. Nina encontra outro na sala dos espelhos, onde Karkon lhe lança a maldição da Voz da Persuasão, que tem como função arrastar Nina para o lado mau. O outro é-lhe oferecido por Etérea no seu aniversário. Quando se vêm na sala da morte dançante, no Antigo Egito, Nina lança-os ao ar e estes tocam a música da sexta lua, que lhes permite escapar. Porém Fiore é atingida e morre, mas será recuscitada pela Siqim Quadin, uma faca egipcia, e torna-se irmã de sangue de Roxy. Descobrem o segundo arcano e desbloqueiam-no no Palacete Ca'd'oro com ajuda do sbacchio e da ondula, tornando o Taldom Lux mais forte. A ondula, borboleta falante, indica a Nina onde fica a sala com a voz da Persuasão. LSL, O Marquês, tenta prender Dodo e o professor José que fora viver para a Villa, mas Nina e os amigos libertam-no. No Natal, as crianças permitem-se descontrair um bocado e até Max 10-p1 passa o Natal com elas, disfarçado de pai Natal. Como presente, o avô dá a Nina um maço de Alquitarôs, a faca usada para recuscitar Fiore e uma estrela que contém uma espécia de luz desconhecida, mas muito preciosa, não tardará.

## Os Arcanos
Os Arcanos são os quatro elementos que compõe o Universo. Sendo eles: Fogo (conquistado em A Menina da Sexta Lua), Ar (conquistado em Nina e o Mistério da Oitava Nota), Terra e Água. Para salvar o planeta Xorax Nina terá de salvar os quatro Arcanos que foram aprisionados pelo conde Karkon Ca'd'Oro, seu inimigo.
No primeiro livro Nina descobre e resgata o Atanor, o fogo eterno e em sua segunda aventura consegue o Hauá, o ar.